# Mykola Rudenko
Mykola Danylovych Rudenko (19 de dezembro de 1920, Oblast de Dnipropetrovsk, Ucrânia - 1 de abril de 2004, Kiev, Ucrânia) foi um escritor, poeta, dramaturgo e ativista social ucraniano.